# 赫贝克
赫贝克是德国下萨克森州的一个市镇。总面积19.40平方公里，总人口676人，其中男性340人，女性336人（2011年12月31日），人口密度35人/平方公里。